# 형 (사주팔자)
형(刑)은 둘 이상의 지지 사이에 벌어지는 것 중 하나로, 좋지 않은 일이나, 불미스러운 일이 벌어질 수 있는 관계이다. 한편으로는 도덕적으로 올바른 길을 가게 하는 선천적인 관계가 되기도 한다. 형에는 지세지형(持勢之刑), 무은지형(無恩之刑), 무례지형(無禮之刑), 자형(自刑)이 있다.

## 지세지형
지세지형은 의욕이 넘치고, 성격이 급하다는 특징이 있다. 지세지형은 인목(寅木)과 사화(巳火), 신금(申金) 간의 관계에서 벌어진다.
인목(寅木)은 사화(巳火)로 인오술 화국(寅午戌 火局)을 펼치려고 하지만, 사화는 사유축 금국(巳酉丑 金局)을 펼치려고 해, 사화가 인목을 거부해 인목이 사화에 매달린다. 이것이 인사형(寅巳刑)이다.
또한, 사화(巳火)는 신금(申金)으로 사유축 금국(巳酉丑 金局)을 펼치려고 하지만, 신금은 신자진 수국(申子辰 水局)을 펼치려고 해, 신금이 사화를 거부해 사화가 신금에 매달린다. 이것이 사신형(巳申刑)이다.
그리고 인목, 사화, 신금이 모이면 삼형(三刑)이 이루어져, 지세지형은 더 강하게 작용된다.

## 무은지형
무은지형은 한자 뜻풀이 그대로, 은혜없이 배신을 하는 특징이 있다. 이뿐만 아니라 주의력이 없고, 방심이 잦은 특징도 있다. 무은지형은 축토(丑土), 미토(未土), 술토(戌土) 간의 관계에서 벌어진다.
축토(丑土)는 사유축 금국(巳酉丑 金局)을 마무리하려고 할 무렵에 술토(戌土)가 신유술 금국(申酉戌 金局)으로 금(金)의 기운을 살리려고 한다. 이것이 축술형(丑戌刑)이다.
또한, 술토(戌土)는 인오술 화국(寅午戌 火局)을 마무리하려고 할 무렵에 미토(未土)가 사오미 화국(巳午未 火局)으로 화(火)의 기운을 살리려고 한다. 이것이 술미형(戌未刑)이다.
그리고 축토, 미토, 술토가 모이면 삼형(三刑)이 이루어져, 무은지형은 더 강하게 작용된다.

## 무례지형
무례지형은 법적·윤리적 문제를 내는 특징이 있다. 무례지형은 자수(子水)와 묘목(卯木) 간의 관계에서 벌어진다. 두 지지 간의 관계에서 벌어지기 때문에 자묘형(子卯刑), 또는 자묘상형(子卯相刑)이라고도 부른다.

## 자형
자형은 같은 지지 간의 관계에서 벌어지는 형이다. 진토(辰土), 오화(午火), 유금(酉金), 해수(亥水)가 두 개 이상 있다면 자형이 일어난다.
진토가 자형하면 엉뚱하고, 고집이 세다. 오화가 자형하면 다혈질이 생기고, 인내심에 한계가 생겨 폭발할 가능성도 있다. 유금이 자형하면 염세적이고 독설적이다. 해수가 자형하면 우울증이 세기고, 고독한 일이 생길 수 있다.
명칭은 진진형(辰辰刑), 오오형(午午刑), 유유형(酉酉刑), 해해형(亥亥刑)이라고 부른다.

## 같이 보기
- 사주팔자
- 합
- 충
- 파
- 해